# Венчаковский
Венчаковский — упразднённый хутор в Урюпинском районе Волгоградской области России. Входил в состав Россошинского сельского поселения. Упразднён в 2006 году.

## География
Хутор находился в луговой степи, на юге Урюпинского района, при балке Ореховая, на расстоянии примерно 2,5 километра (по прямой) к юго-западу от хутора Булековский.

## История
По данным на 1859 год хутор относился к юрту станицы Тепикинской Хопёрского округа Земли Войска Донского и состоял из 25 дворов. На хуторе проживал 101 мужчина и 127 женщин.
В 1921 году в составе Хопёрского округа хутор был передан Царицынской губернии. С 1928 года — в составе Урюпинского района Хопёрского округа (упразднён в 1930 году) Нижне-Волжского края (с 1934 года — Сталинградского края.
По данным на 1936 год Венчаковский, входил в состав Булековского сельсовет, состоял из 76 хозяйств, в которых проживало 333 человека, основное население — русские. На хуторе имелась начальна школа.
В 1935 году передан в состав Добринского района Сталинградского края (с 1936 года Сталинградской области, с 1954 по 1957 год район входил в состав Балашовской области). До 1953 года хутор относился к Булековскому сельсовету. В 1953 году включён в состав Россошинского сельсовета.
В 1963 году в связи с упразднением Добринского района хутор вновь передан в состав Урюпинского района.
Постановлением Волгоградской областной думы от 27 апреля 2006 года № 9/175 хутор Венчаковский исключён из учётных данных.

## Население
Согласно результатам переписи 2002 года на хуторе отсутствовало постоянное население.